# Rhyacophila unimaculata
Rhyacophila unimaculata là một loài Trichoptera trong họ Rhyacophilidae. Chúng phân bố ở miền Tân bắc.